# اوزرنویه (آستراخان)
اوزرنویه (به لاتین: Ozernoye) یک منطقهٔ مسکونی در روسیه است که در استان آستراخان واقع شده‌است.